# Monastère de Litang

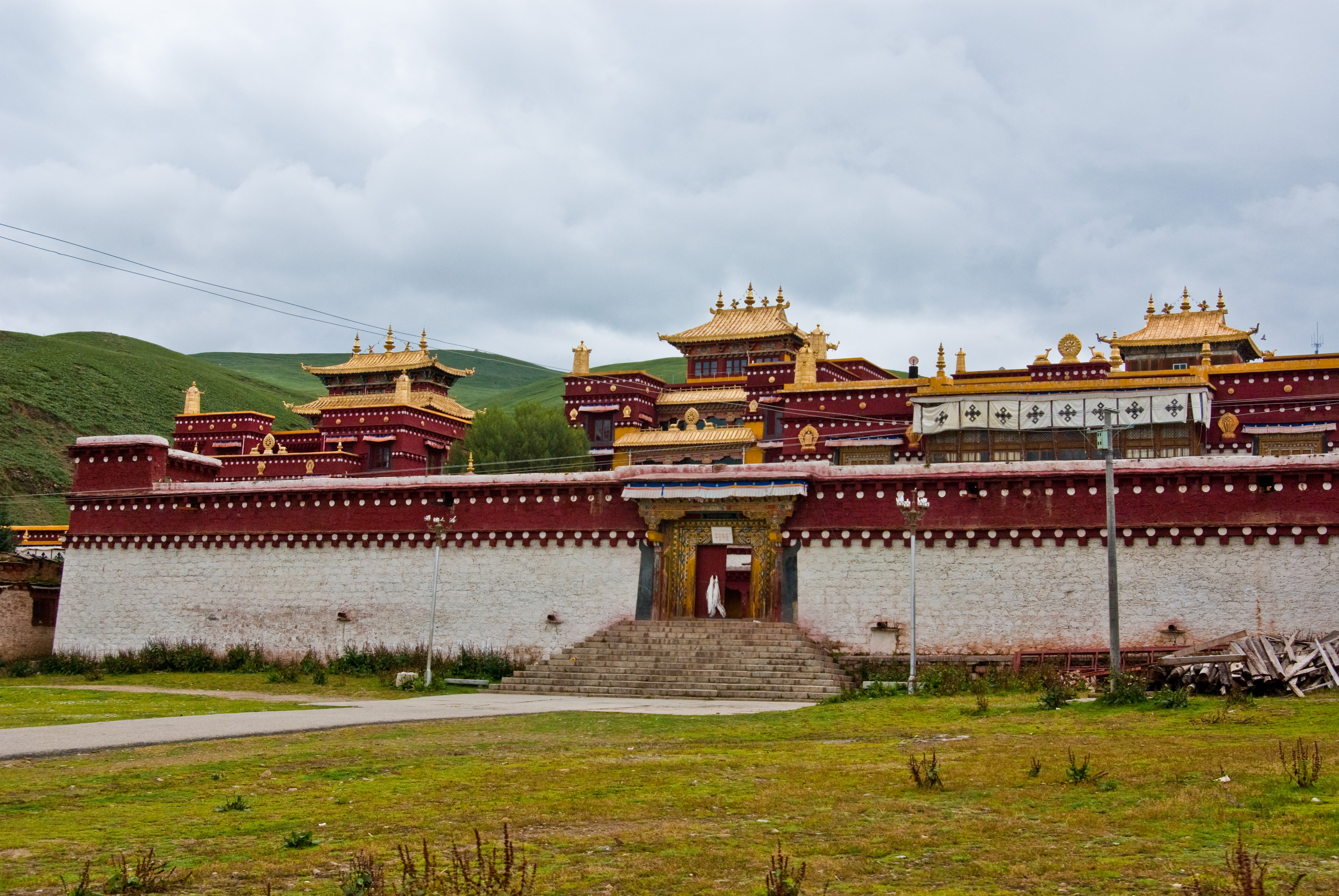
Entrée du monastère de Litang en 2009

Le monastère de Litang  (tibétain : ལི་ཐང་དགོན་པ་།, Wylie : li thang dgon pa, THL : li tang gönpa ; chinois : 理塘寺 ; pinyin : lǐtáng sì), également appelé jamchen chö kor ling (tibétain : བྱམས་ཆེན་ཆོས་སྐོར་གླིང་།, Wylie : byams chen chos skor gling, THL : jamchen chö kor ling ; translittération en chinois 长青春科尔寺, cháng qīngchūn kēěrsì, « temple ke'er de la longue jeunesse ») ou encore monastère de Thupten Jampaling, est l'un des plus grands monastères de l'école Gelugpa du bouddhisme tibétain, fondé en 1580 par le 3e dalaï-lama à Lithang dans le Kham au Tibet oriental.
Le monastère de Litang est situé dans l'actuel xian de Litang, préfecture autonome tibétaine de Garzê, province du Sichuan, en République populaire de Chine.

## Histoire
Le monastère fut fondé par Sonam Gyatso, le 3e dalaï-lama, en 1580,, à la même époque que le monastère de Kumbum.
Comme tous les grands monastères tibétains, celui de Litang constituait une ville en soi.
Le kangyour de Litang est gravé sous le patronage de Mu Zeng (règne 1600 - 1620), tusi de Lijiang.[Passage problématique]
À l'époque de la réforme agraire, quand les cadres chinois arrivaient dans les villages pour mettre en œuvre la collectivisation des terres (en 1954-55), la plupart des gens refusaient de collaborer et des affrontements violents s'ensuivaient. La rébellion prit de l'ampleur quand les villageois détournèrent un ruisseau qui alimentait un camp militaire chinois situé près du monastère. En raison des affrontements violents dans la région, beaucoup de personnes avaient trouvé refuge dans le monastère. Fin février 1956, les 3 000 moines du monastère hébergeaient plusieurs milliers de villageois, pèlerins, marchands, nomades, avec femmes et enfants... Certains étaient des réfugiés de diverses régions du Kham, d'autres étaient venus pour défendre le monastère ; selon Michel Peissel, 400 guérilleros rassemblés là, étaient prêts à se battre jusqu'aux derniers. L'Armée populaire de libération fit le siège du monastère et envoya un ultimatum au prieur, Khangsar, sommant les moines de « céder toutes leurs propriétés » et avertissant qu'en cas de refus, le monastère serait rasé. Khangsar refusa sèchement l'ultimatum. Puis le monastère fut pilonné jour et nuit au mortier. Bien que le monastère fut fortifié, les Tibétains n'avaient aucun moyen de défense contre les attaques au mortier. Le siège devait durer 64 jours. Quand les troupes d'assaut réussissaient à pénétrer dans l'enceinte, elles étaient inévitablement repoussées ou massacrées. Les troupes chinoises finirent par faire appel à un avion pour bombarder le monastère. Après la mort de centaines d’assiégés, les Khampas n'eurent d'autre choix que de se rendre. Certains assiégés réussirent à s'échapper, les autres furent faits prisonniers et certains lamas furent suppliciés.
Une délégation tibétaine envoyée par Tenzin Gyatso, le 14e dalaï-lama, en 1980, à la demande du gouvernement chinois, ne trouve à son emplacement que ruines et cendres.
Le dalaï-lama a reconnu Tenzin Delek Rinpoché comme étant la réincarnation de l’abbé du monastère de Litang.
En 2004, le monastère est inscrit sur la liste des sites historico-culturels provinciaux protégés du Sichuan (zh). En 2013, il est inscrit sur la septième liste des sites historiques et culturels majeurs protégés au niveau national, pour la province du Sichuan, sous le numéro de catalogue 7-1330.
Le 16 novembre 2013, le monastère est touché par un violent incendie qui détruit la principale salle de prière.

## Galerie

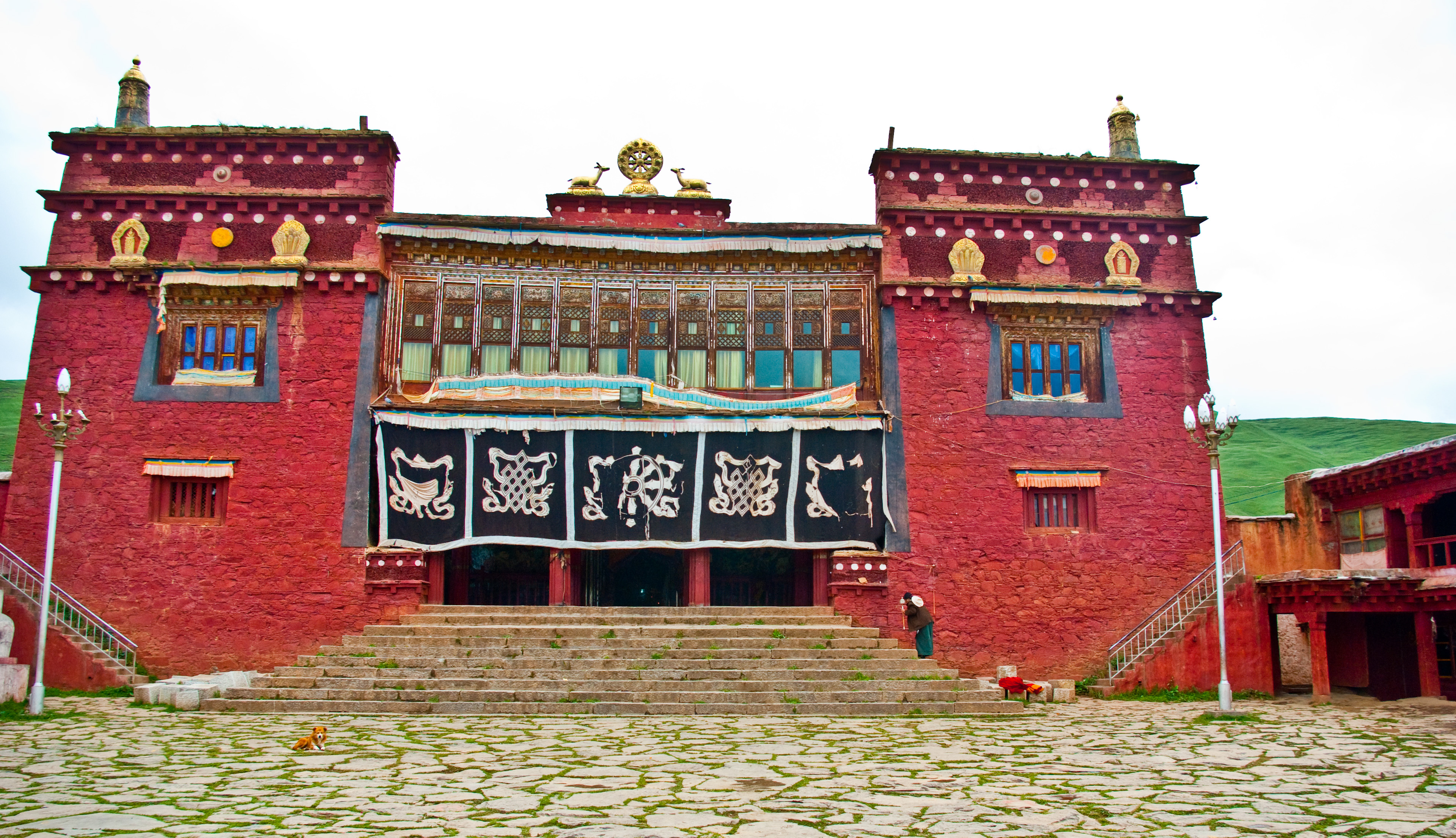
Le monastère en 2009.
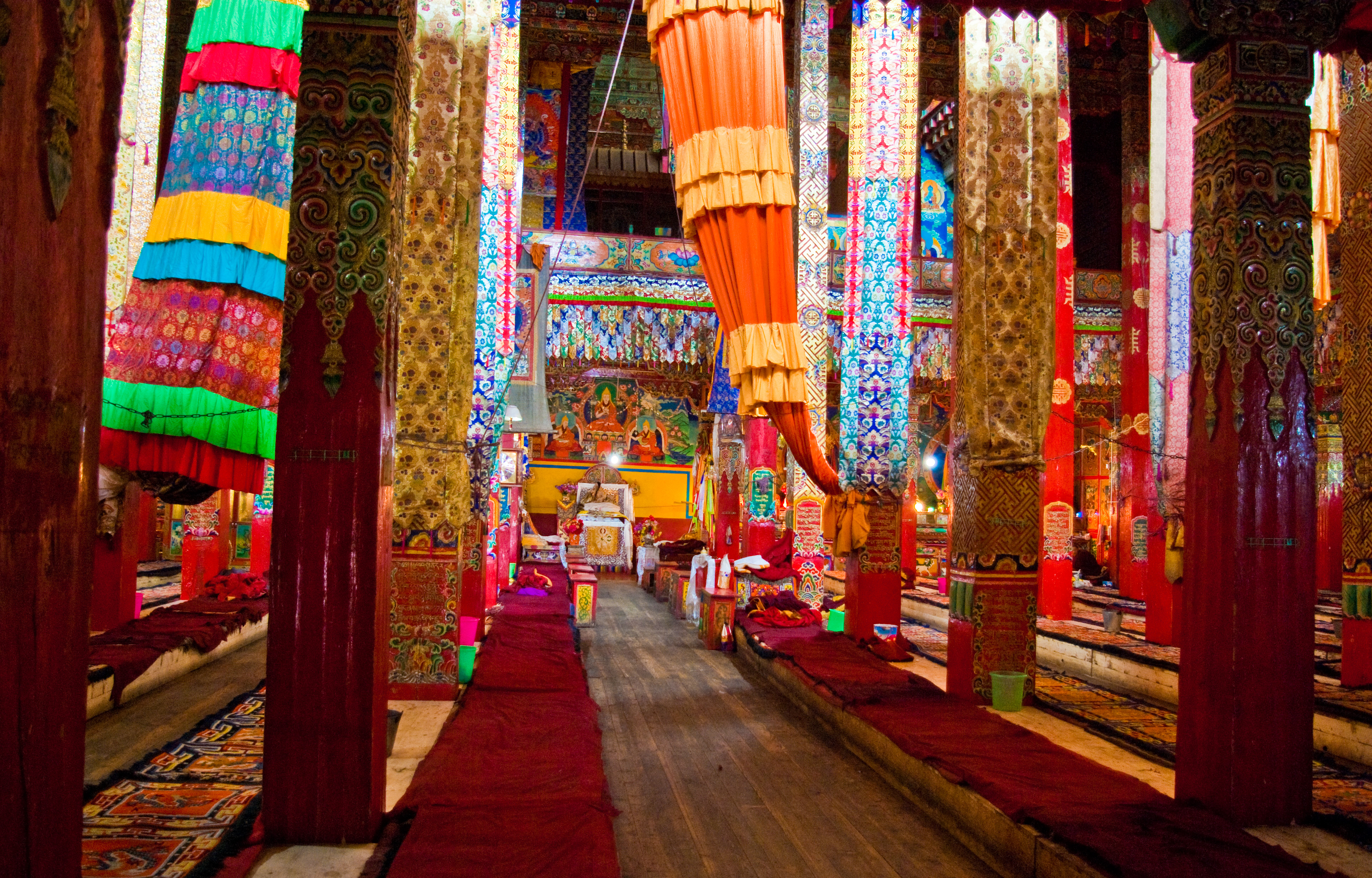
Intérieur.
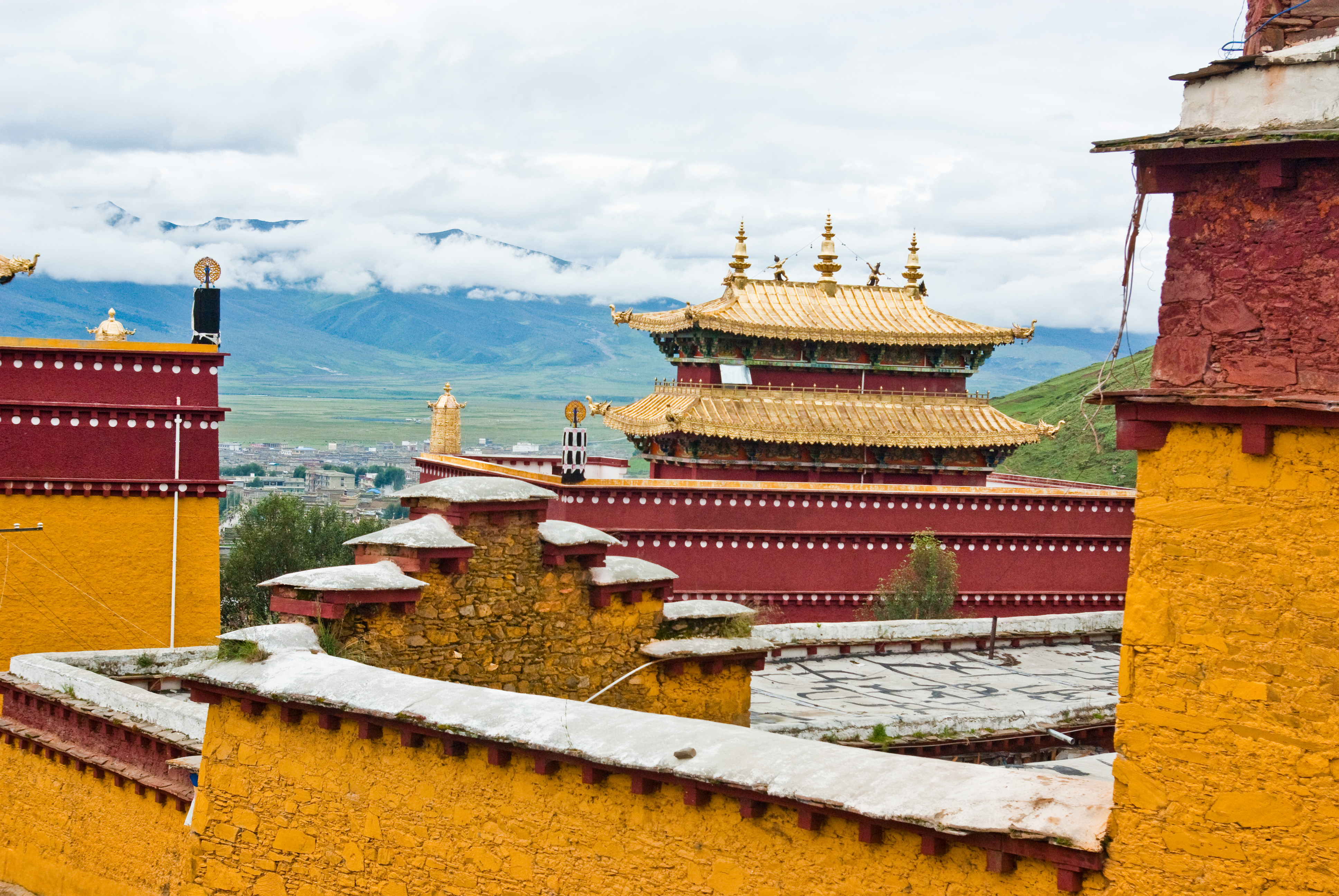
Vue du monastère depuis l'arrière et l’extérieur du mur d'enceinte.
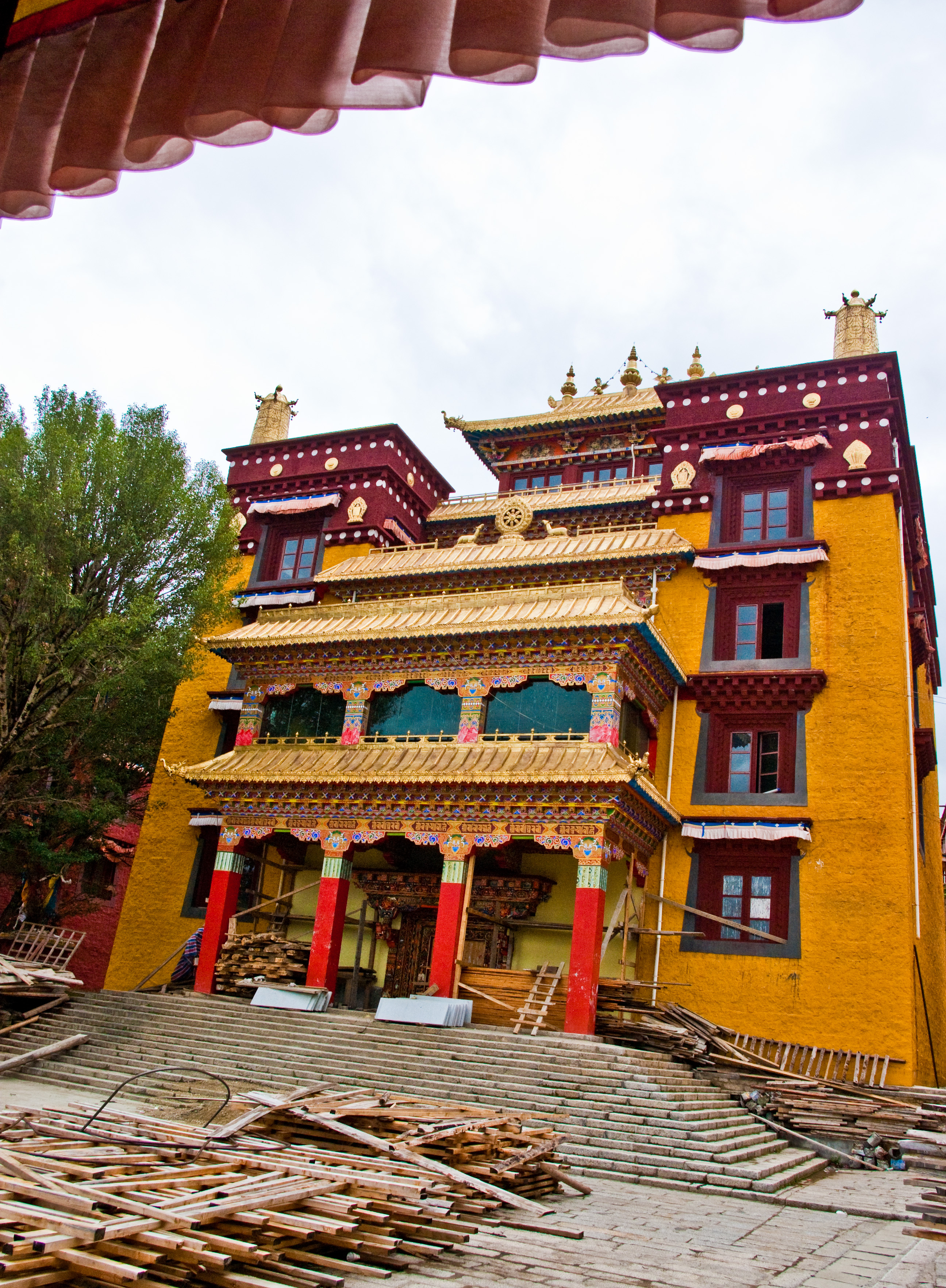
Un bâtiment.
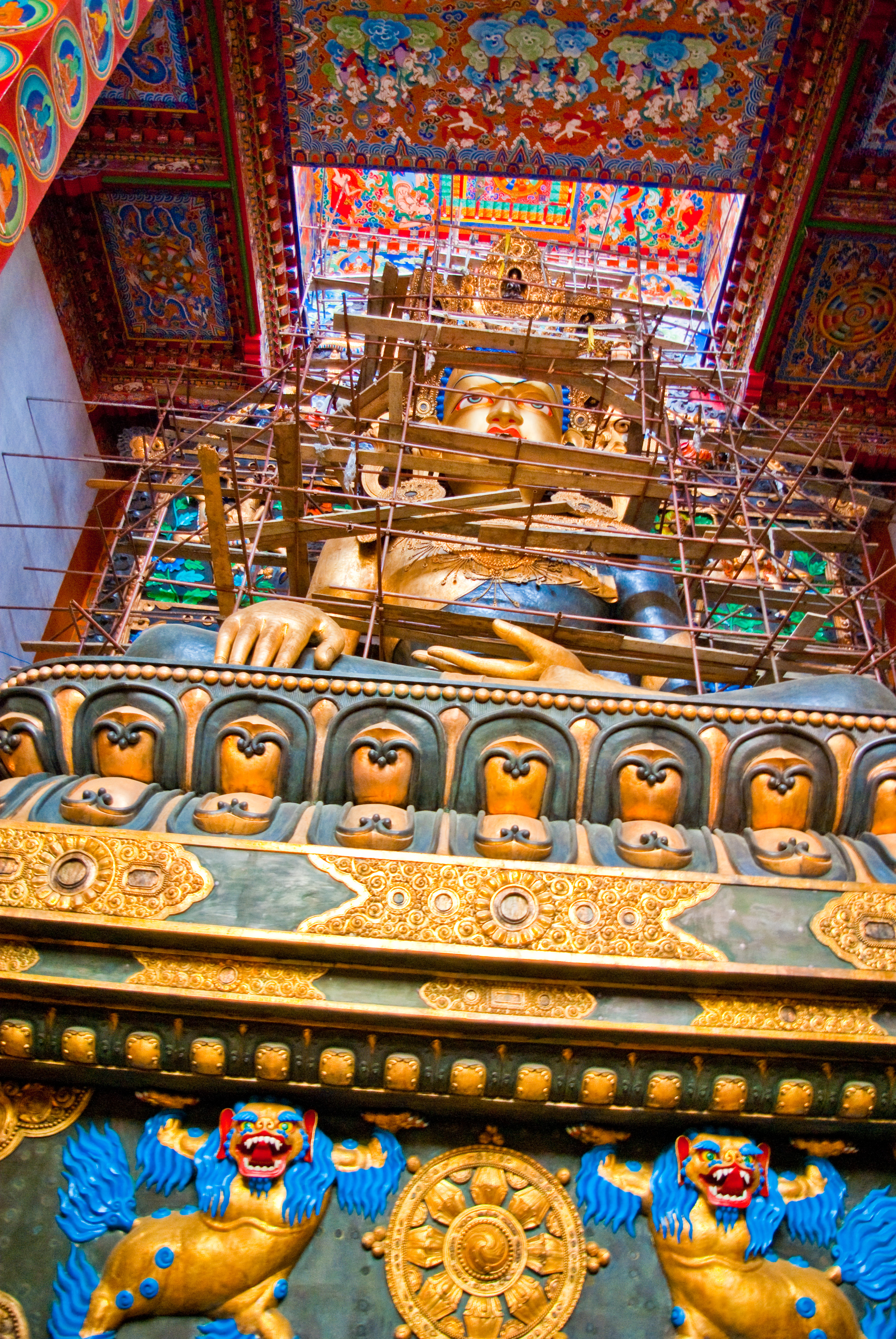
Statue géante.
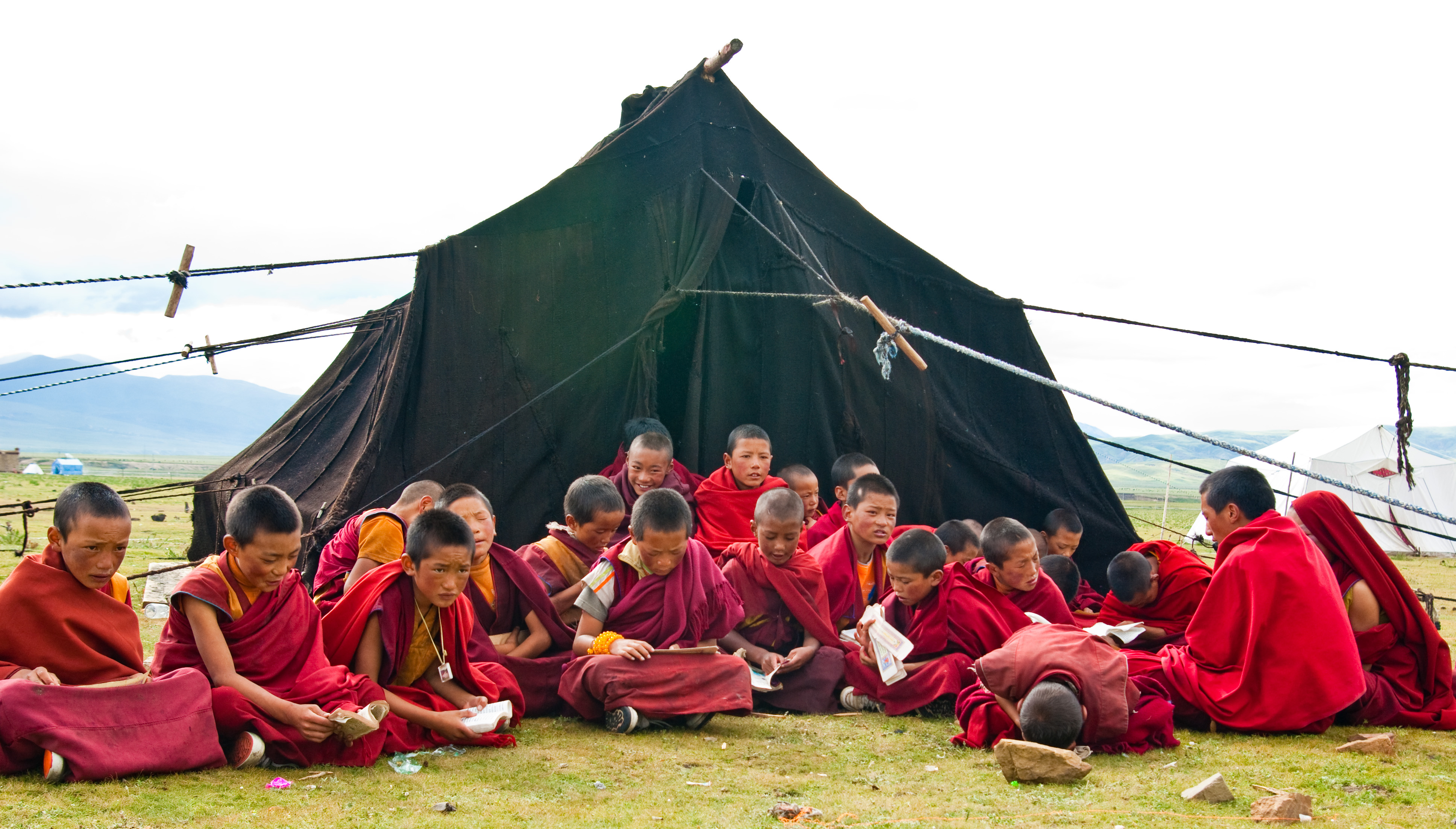
Camp de jeunes enfants lama-étudiants nomades.
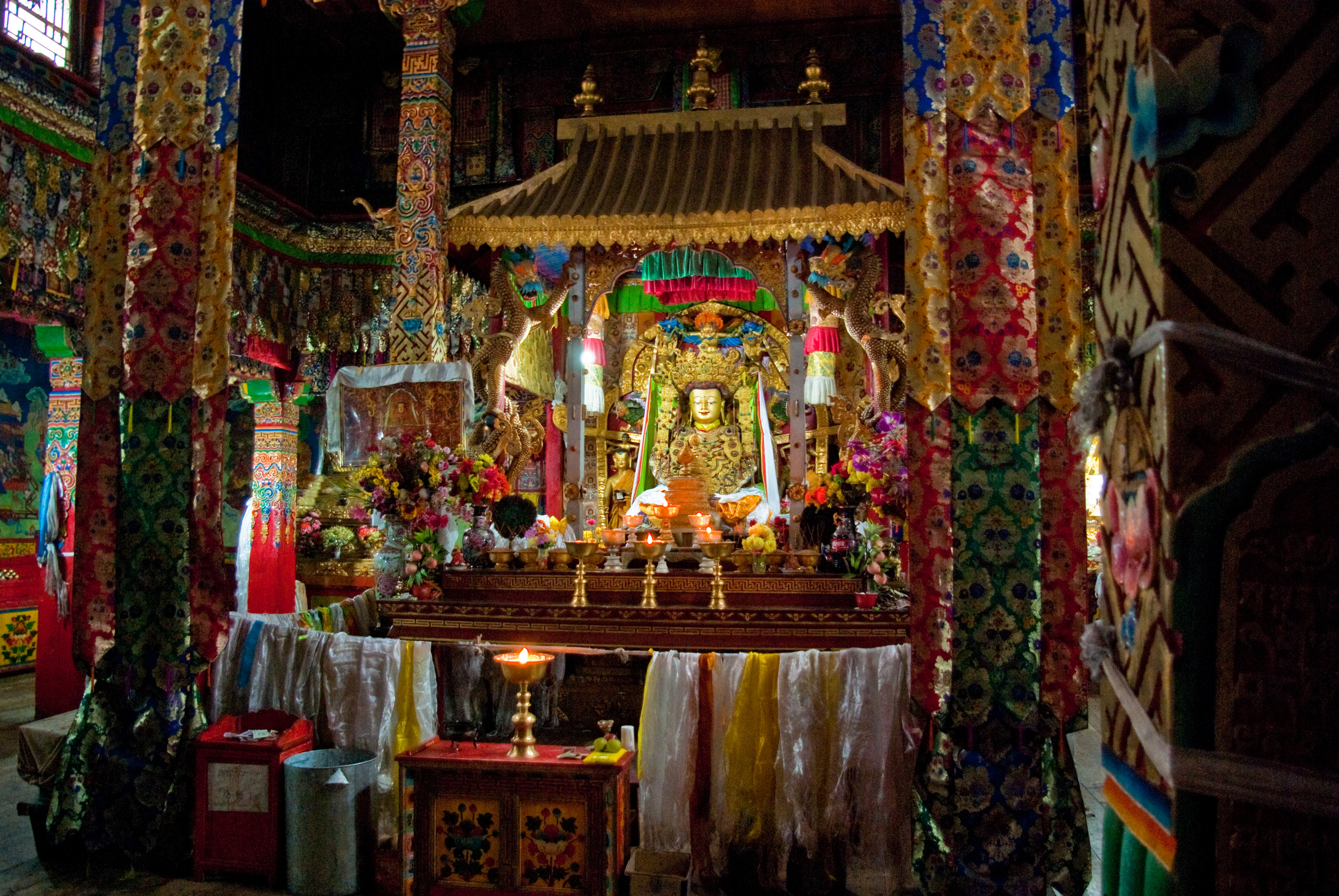
Autel.
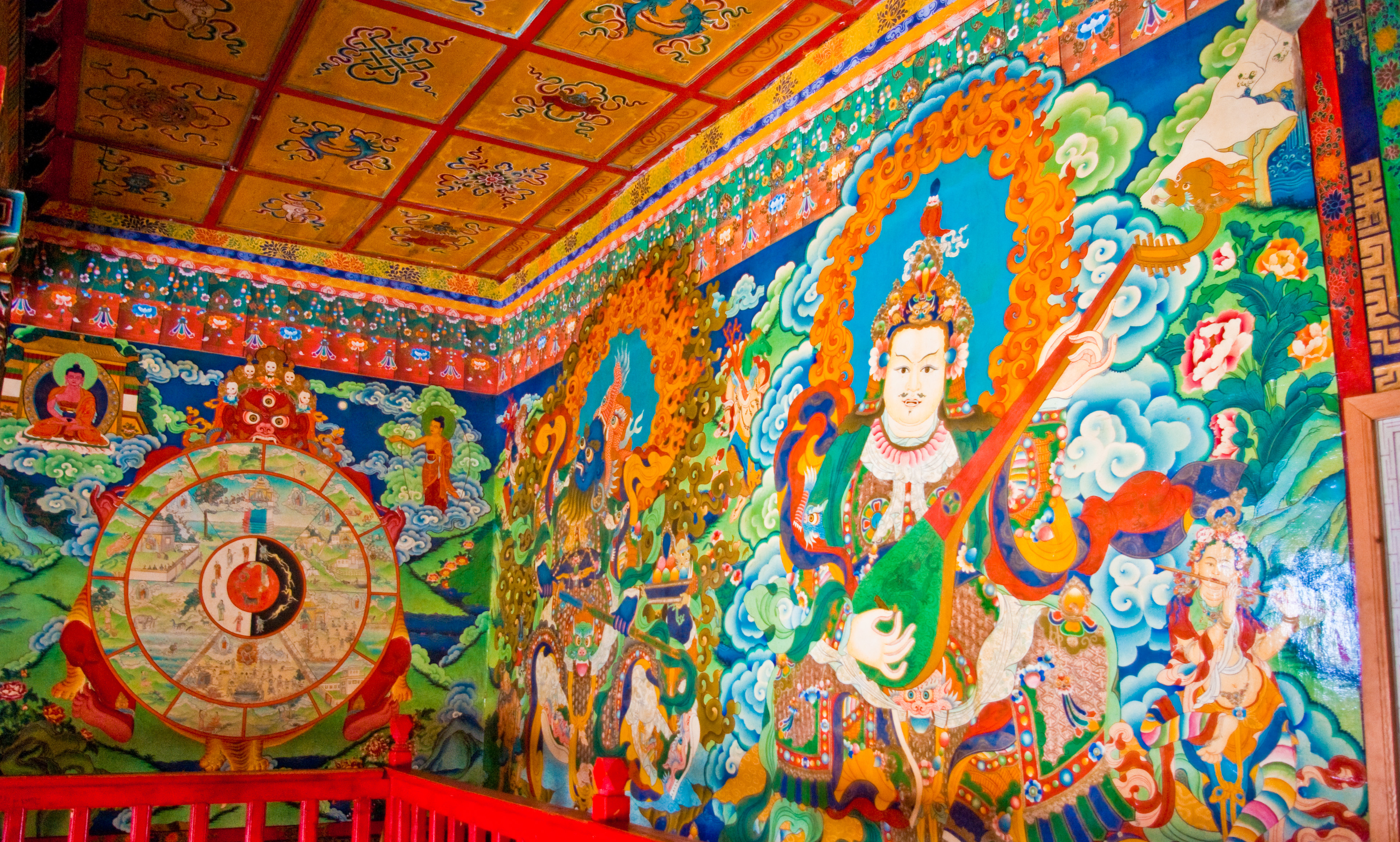
Peinture murale.
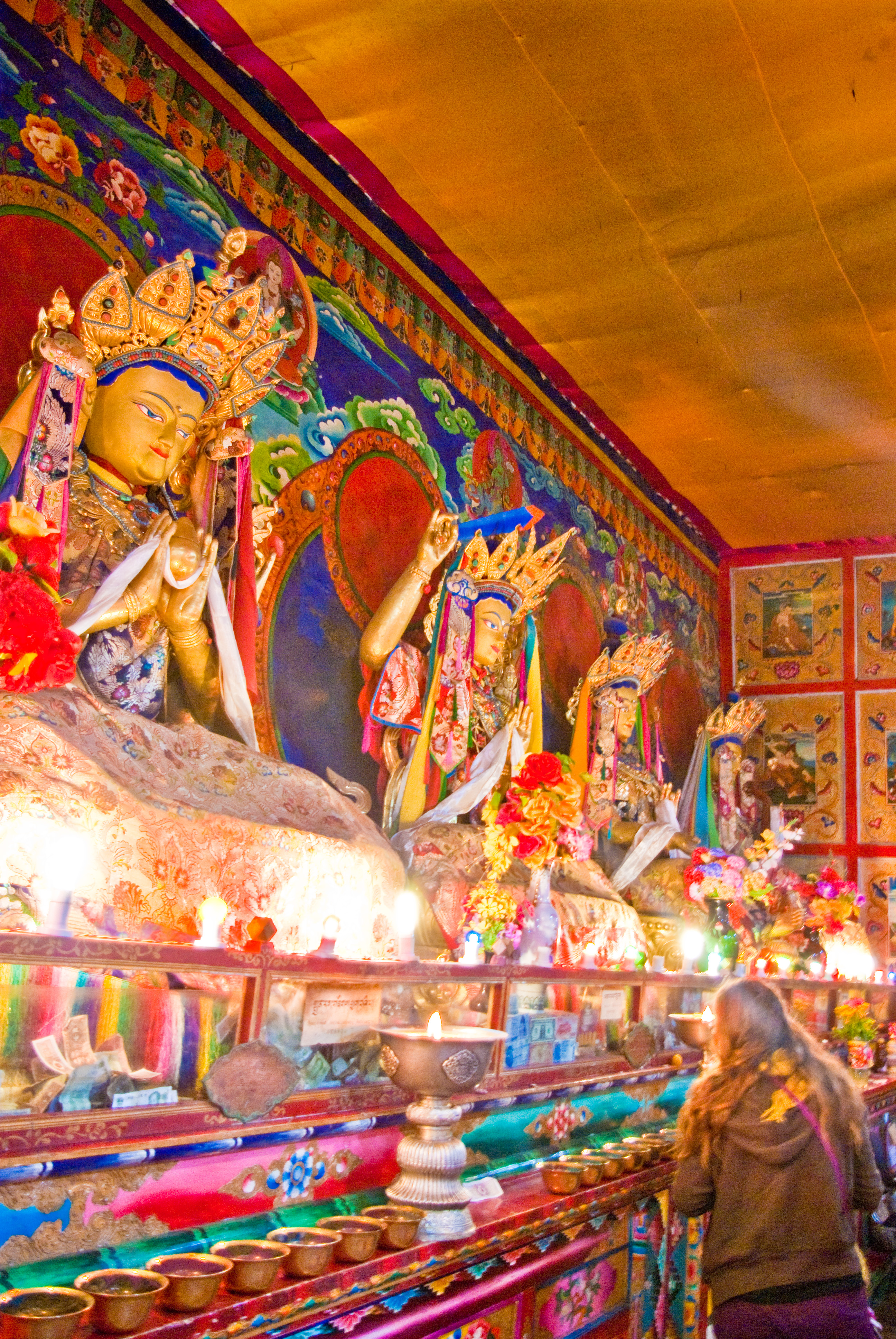
Ensemble de sculptures.